# Karolina Babecka Pons
Karolina Babecka Pons (Varsovia, 1922 - Madrid, 24 de enero de 2009) fue una periodista polaco-española, funcionaria de la Legación Polaca en el exilio, miembro de Cruz Roja Internacional, activista antinazi y antisoviética. Directora de la revista Polonia en España, traductora y locutora de la audición en polaco de Radio Nacional de España. Con sólo 20 años colaboró con los Servicios Secretos Británicos y el Consulado Honorario de Polonia en Barcelona en las labores de ayuda a los pilotos polacos abatidos, soldados aliados y judíos perseguidos que atravesaban la frontera huyendo de la Francia ocupada durante la Segunda Guerra Mundial. Fue detenida y acusada de espionaje por la Policía franquista. Trabajó siempre a favor del Gobierno polaco en el exilio y fue condecorada por servicios a la patria.

## Biografía
Babecka Pons, conocida familiarmente como Linka, había nacido en Varsovia en 1922, siendo hija de la catalana Maria Lluïsa Pons y del polaco Juliusz Babecki. En 1939 Polonia fue atacada por los nazis y la familia se vio obligada a huir. Se instalaron en Barcelona, de dónde era originaria la madre. Vivían en una casa señorial de la calle de Montcada. El padre era diplomático y delegado de Cruz Roja Internacional. Babecka Pons estudiaba en la Facultad de Filosofía y Letras y trabajaba de mecanógrafa en el Consulado Honorario de Polonia en Barcelona.
En mayo de 1940 el ejército de Hitler invadió Francia, Bélgica, Países Bajos y Luxemburgo y muchos polacos que habían ido a combatir el nazismo quedaron atrapados. A partir de 1941 la labor principal del Consulado de Polonia en Barcelona presidido por Eduard Rodón y Blasa, fue ayudar a escapar a los refugiados que cruzaban los Pirineos. Con el apoyo de los Servicios Secretos Británicos se crearon redes de evasión que facilitaban guías, acogimiento, atención médica, documentación y subsidio económico a los fugitivos para llegar a Portugal o Gibraltar. Se trataba de misiones peligrosas y complicadas. Los refugiados que eran capturados terminaban en las cárceles, en los campos de trabajos forzados o eran entregados a la Gestapo. Las autoridades españolas favorables al régimen nazi, recibían mucha presión desde la Embajada Alemana y llevaban a cabo un estricto control de fronteras. Pese a no gozar de inmunidad diplomática, la consejera Wanda Morbitzer Tozer junto con el ciudadano británico Edgar Thompson, la joven Karolina Babecka Pons y la violinista inglesa Mavis Bacca Dowden se distinguieron por el coraje y trabajo logístico. Organizaban contactos, enlaces y coberturas hasta que fueron delatados y detenidos.
Fueron detenidas, y tras ser interrogadas durante una semana en la Jefatura Superior de Policía de Via Laietana por los comisarios Eduardo Quintela y Pedro Polo, Bacca Dowden y Babecka Pons fueron recluidas en la Cárcel de Mujeres de las Cortes acusadas de espionaje y de favorecer el paso clandestino de fronteras.
La consejera Wanda Morbitzer Tozer estuvo unos meses escondida, y en 1942 ayudada por el cónsul Rodón huyó de España con pasaporte británico. Fue juzgada en rebeldía y condenada a 18 años de cárcel. Bacca Dowden permaneció un año en prisión a la espera de un juicio que nunca llegó. Los Servicios Secretos Británicos intervinieron y fue expulsada de España en 1943.
Babecka Pons era menor de edad y pronto fue liberada gracias a las gestiones de su padre diplomático. Al poco tiempo se trasladó a Madrid y se casó con Pere Borrell Bertran, un pintor realista-conceptualista que murió en plena juventud en 1950.
Mientras estudiaba en la Universidad de Barcelona, Babecka Pons había conocido a Carmen Laforet y se habían convertido en amigas íntimas, tanto es así que la escritora se inspiró en ella para componer el personaje de Ena en la novela Nada, ganadora del premio Nadal de 1946 cuyo prólogo dedicó a Babecka Pons y a su marido.
El Gobierno del General Franco fue de los pocos que no reconoció al régimen socialista de Polonia. Babecka Pons continuó su actividad en Cruz Roja Internacional, la Legación del Gobierno Polaco en el exilio y la Asociación de ayuda a los polacos de Madrid de la que su padre era director. De 1946 a 1956 recaudó fondos para el proyecto liderado por Wanda Morbitzer Tozer de acogida en Barcelona de varios contingentes de niños judíos-polacos que habían sido secuestrados por los nazis y sometidos al programa eugenésico Lebensborn. Fue también directora de la revista Polonia y Locutora en Radio Nacional en el programa de la asociación polaca. Su ironía y mordacidad no gustaron nada a las autoridades comunistas, se la conocía con el apodo de La Serpiente de Madrid y fue considerada persona non grata por el régimen polaco.
En 1968 España reanudó las relaciones con la República Popular de Polonia. Un año después Babecka Pons volvió a Polonia junto a Carmen Laforet, que dejó constancia escrita de las impresiones de ese viaje.
Babecka Pons murió en Madrid el 24 de enero de 2009.